# Kārsava
Kārsava (németül:  Karsau; oroszul: Корсовка, Korsovka; jiddisül: קאָרסאָװקע, Korsovke; latgalul: Kuorsova) kisváros Lettország keleti részén, közel az orosz határhoz.

## Története
A terület már a 8. században lakott volt a latgal törzsek által. A település az 1763-ban épült katolikus templom körül alakult ki. A Szentpétervár–Varsó-vasútvonal megnyitását követően gyors fejlődésnek indult, és kereskedelmi központtá vált.

## Külső hivatkozások
- A város hivatalos honlapja